# Polypodium × shivasiae
Polypodium × shivasiae là một loài dương xỉ trong họ Polypodiaceae. Loài này được Rothm. mô tả khoa học đầu tiên năm 1962.